# Tazmin Brits
Tazmin Brits (née le 8 janvier 1991) est une athlète sud-africaine, spécialiste du lancer du javelot.

## Biographie
En 2010, à Moncton, Tazmin Brits remporte la médaille de bronze au lancer du javelot lors des Championnats du monde juniors, derrière la Finlandaise Sanni Utriainen et la Lettone Līna Mūze.

### Palmarès
| Date | Compétition                    | Lieu      | Résultat | Performance |
| ---- | ------------------------------ | --------- | -------- | ----------- |
| 2007 | Championnats du monde jeunesse | Ostrava   | 1re      | 51,71 m     |
| 2008 | Championnats du monde juniors  | Bydgoszcz | 5e       | 56,12 m     |
| 2009 | Championnats d'Afrique juniors | Bambous   | 1re      | 54,55 m     |
| 2010 | Championnats du monde juniors  | Moncton   | 3e       | 54,55 m     |

### Records
| Épreuve           | Performance | Lieu     | Date          |
| ----------------- | ----------- | -------- | ------------- |
| Lancer du javelot | 57,55 m     | Pretoria | 18 avril 2008 |